# Jidaigeki
Jidaigeki (em japonês: 時代劇, lit. “drama de época”) é um gênero cinematográfico japonês. Influenciado pelo teatro kabuki (歌舞伎, lit. “arte da canção e da dança”), suas histórias se passam antes da Era Meiji, durante o Período Edo, representando as vidas de samurais, agricultores e outras pessoas comuns da época. Opõe-se ao gendaigeki (em japonês: 現代劇, lit. “drama contemporâneo”), que representa dramas do mundo moderno.